# Pasar Jambi (plaats)
Pasar Jambi is een bestuurslaag in het regentschap Jambi van de provincie Jambi, Indonesië. Pasar Jambi telt 472 inwoners (volkstelling 2010).